# 國際滑水暨寬板滑水總會
國際滑水暨寬板滑水總會（英語：International Waterski and Wakeboard Federation, IWWF）是一個國際間的滑水、寬板滑水運動管理組織，成立於1955年。原名為國際滑水總會(IWSF)於2009年在卡加利舉辦的大會上決定改為現在的名稱。本會於1967國際奧林匹克委員會在德黑蘭舉辦的大會上獲得承認。慕尼黑奧運滑水成為表演項目。1998年寬板滑水也獲得國際奧林匹克委員會的正式承認。本會也是國際單項運動總會聯合會的會員。

## 外部連結
- 官方网站